# Classe N3
A Classe N3 foi uma classe de couraçados planejada para a Marinha Real Britânica que teria sido composta por quatro embarcações. O projeto dos navios foi elaborado a partir de 1920 em resposta aos ambiciosos programas de construção naval por parte de Estados Unidos e Japão para o pós-Primeira Guerra Mundial, o que ameaçaria a superioridade numérica britânica. A Classe N3 acabou cancelada no início de 1922 após o Reino Unido assinar o Tratado Naval de Washington, que limitava o deslocamento e o tamanho dos canhões principais de navios capitais. Mesmo assim, elementos de seu projeto acabaram sendo incorporados nos sucessores couraçados da Classe Nelson.
Os couraçados da Classe N3, como originalmente projetados, seriam armados com uma bateria principal de nove canhões de 457 milímetros montados em três torres de artilharia triplas. Teriam um comprimento de fora a fora de 249 metros, boca de 32 metros, calado de dez metros e um deslocamento de aproximadamente 48,5 mil toneladas. Seus sistemas de propulsão seriam compostos por vinte caldeiras a óleo combustível que alimentariam dois conjuntos de turbinas a vapor, que por sua vez girariam duas hélices até uma velocidade máxima de 23 nós (43 quilômetros por hora). Os navios teriam um cinturão principal de blindagem que ficaria entre 343 e 381 milímetros de espessura.

## Desenvolvimento
Os Estados Unidos anunciaram em 1916 sua intenção de criar a mais poderosa marinha do mundo, autorizando a construção de vários couraçados e cruzadores de batalha. Em resposta, o Japão também começou um programa de construção naval. A Marinha Real Britânica tinha construído os dois cruzadores de batalha da Classe Renown durante a Primeira Guerra Mundial, com os únicos outros navios capitais cuja construção tinha sido iniciada foram os cruzadores de batalha da Classe Admiral. Entretanto, este projeto foi questionado depois da Batalha da Jutlândia em 1916 e três dos navios foram cancelados, com apenas o HMS Hood sendo finalizado com um projeto modificado.
O plano dos Estados Unidos foi atrasado pela necessidade de construir embarcações menores para o esforço de guerra. Mesmo assim, o Almirantado Britânico estimou que a Marinha Real estaria atrás no número de navios no início da década de 1920. Os Estados Unidos estavam com um couraçado pronto e mais cinco em construção no início de 1920, após o fim da guerra. A intenção era que mais sete tivessem suas obras iniciadas entre 1920 e 1921, seis dos quais seriam da muito grande e poderosa Classe South Dakota, armada com doze canhões de 406 milímetros. O Japão, por sua vez, já tinha finalizado um couraçado desde o fim da guerra e tinha mais três em construção. O Almirantado, com o objetivo de corrigir este estado das coisas, inicialmente planejou construir três couraçados e um cruzador de batalha nos anos fiscais de 1921–22 e novamente em 1922–23, porém isto foi depois alterado para quatro cruzadores de batalha da Classe G3 primeiro, presumivelmente para que fossem sucedidos pelo menos número de couraçados logo em seguida.
Dois projetos foram preparados em junho de 1920 derivados do projeto U-4 de 1914. Os navios teriam um deslocamento de aproximadamente 51 mil toneladas e seriam armados com oito ou nove dos novos canhões de 457 milímetros então em desenvolvimento em quatro torres de artilharia duplas ou três triplas. As únicas limitações eram a infraestrutura das docas britânicas e a capacidade de atravessar o Canal de Suez. O elemento mais incomum desses projetos era que nenhuma das torres ficaria em um arranjo sobreposto, presumivelmente com o objetivo de manter o centro de gravidade o mais baixo possível, além de evitar o peso adicional de barbetas altas para a torre sobreposta.
Os projetos foram revisados em outubro e divididos em projetos separados para couraçados e cruzadores de batalha. Os projetos de couraçados receberam designações com letras de L a M, com o uso de torres de artilharia duplas ou triplas sendo indicado pelo número 2 ou 3, respectivamente. Os projetos L2 e L3 tinham torres sobrepostas e a blindagem foi reduzida para um cinturão principal inclinado de 381 milímetros de espessura, enquanto o convés blindado principal teria 203 milímetros ou 229 milímetros quando inclinava-se para se encontrar com o cinturão. Ambos teriam uma velocidade projetada de 25 nós (46 quilômetros por hora) e popas retas. O deslocamento de L2 seria de 52,9 mil toneladas, com "L3" sendo mil toneladas mais leve. M2 e M3 seguiram em novembro e dezembro e eram muito diferentes dos projetos anteriores.
M2 e M3 sacrificariam disparos diretamente à ré ao mover a(s) torre(s) de artilharia de ré para meia-nau com o objetivo de economizar peso ao reduzir o comprimento total da cidadela blindada. Comparado aos projetos anteriores mais convencionais, M2 economizava por volta de 1 560 toneladas e M3 economizava 1 770 toneladas. Mais peso foi economizado reduzindo a velocidade máxima para 23 nós (42,6 quilômetros por hora) e usando apenas dois eixos de hélices, porém acreditava-se que isto acabaria melhorando o poder de manobra em relação a um projeto com quatro eixos. Essas mudanças economizaram 4 420 toneladas para M2 e 5,1 mil toneladas para M3 em relação a seus predecessores L2 e L3. Uma versão alongada de M3 foi escolhida para desenvolvimento mais profundo como N3 e aprovada em novembro de 1921.

## Projeto

### Características
Os couraçados da Classe N3 seriam significativamente maiores que seus predecessores da Classe Revenge. Teriam um comprimento de fora a fora de 249,9 metros, uma boca de 32,3 metros e um calado de 10,1 metros quando totalmente carregados. Teriam um deslocamento de aproximadamente 49,3 mil toneladas, quase o dobro dos navios anteriores. Teriam um fundo duplo de 2,1 metros de profundidade. O sistema de propulsão consistiria em duas turbinas a vapor, cada um girando uma hélice, divididas em duas salas de máquinas à vante das salas das caldeiras. Isto permitiria que a chaminé fosse colocada mais a ré e aumentaria o arco de disparo da torre de artilharia de ré. As turbinas seriam alimentadas por vinte caldeiras Yarrow. Este sistema teria uma potência indicada de 56 mil cavalos-vapor (42 mil quilowatts) para uma velocidade máxima de 23 nós.
O elemento mais marcante do projeto era a concentração da bateria principal à vante da ponte de comando e dos espaços de maquinários. Outro elemento era sua estrutura de torre para a ponte de comando, que ficaria à ré das duas primeiras torres de artilharia. Isto proporcionaria uma fundação melhor e mais estável para os equipamentos de controle de disparo, também melhorando as acomodações da tripulação e a proteção contra o clima. O arranjo da bateria principal em torres de artilharia triplas era algo inédito para a Marinha Real, porém empresas britânicas já tinham se envolvido previamente na produção de torres triplas para projetos de marinhas estrangeiras.

### Armamento
A Classe N3 seria armada com uma bateria principal de nove canhões BL calibre 45 de 457 milímetros em três torres de artilharia triplas, designadas "A", "B" e "X" de vante a ré. As armas teriam uma elevação máxima de quarenta graus. As fontes diferem sobre as especificações exatas desses canhões pois eles nunca foram finalizados e testados. O historiador naval John Campbell afirmou que o projétil pesaria 1 323 quilogramas e seria disparado a uma velocidade de saída de 810 metros por segundo, porém Alan Raven e John Roberts disseram que seria um projétil de 1 287 quilogramas a uma velocidade de saída de 820 metros por segundo. A penetração máxima dessas armas em uma obliquidade zero seria de 935,3 milímetros de blindagem a 820 metros por segundo, o que em teoria faria dessas canhões as armas navais mais poderosas do mundo, superando inclusive os canhões de 460 milímetros da Classe Yamato. A escolha de uma velocidade de saída alta com um projétil relativamente leve foi inspirada na prática alemã, sendo o oposto de canhões anteriores britânicos, como o BL Marco I calibre 42 de 381 milímetros, que tinha um projétil pesado com velocidade de saída baixa.
A bateria secundária teria dezesseis canhões BL Marco XXII calibre 50 de 152 milímetros em oito torres de artilharia duplas e sobrepostas. Quatro torres ficariam nas laterais da superestrutura e as outras quatro na popa. Estas armas poderiam elevar até sessenta graus e abaixar até cinco graus negativos. Disparariam projéteis de 45 quilogramas a uma velocidade de saída de 898 metros por segundo, tendo um alcance máximo de 23,6 quilômetros a 45 graus. Sua cadência de tiro seria de cinco disparos por minuto.
A bateria antiaérea seria composta por seis canhões QF Marco VIII de 120 milímetros. Teriam uma elevação máxima de noventa graus e poderiam abaixar até cinco graus negativos. Disparariam um projétil altamente explosivo de 23 quilogramas a uma velocidade de saída de 749 metros por segundo a uma cadência de tiro de doze disparos por minuto. As armas teriam uma altura máxima de disparo de 9,3 quilômetros, porém um alcance efetivo bem menor. Também haveria quarenta canhões QF de 40 milímetros em quatro montagens de dez canos, duas atrás da chaminé e duas na popa. Cada canhão teria à disposição 1,3 mil projéteis. As armas disparariam projéteis de 410 gramas a uma velocidade de saída de 590 metros por segundo a uma distância de 3,5 quilômetros. A cadência de tiro seria de aproximadamente 96 a 98 disparos por minuto.
Os couraçados da Classe N3 também seriam equipados com dois tubos de torpedo submersos, um em cada lateral das embarcações, assim como havia acontecido com todas as classes anteriores de couraçados britânicos. Seu compartimento ficaria localizado à vante do primeiro depósito de munição no convés plataforma. Cada tubo teria à sua disposição um carregamento de seis torpedos de 622 milímetros em tempos de paz, porém este número poderia crescer para oito por tubo em tempos de guerra. Estes seriam torpedos Marco I com uma ogiva de 337 quilogramas de trinitrotolueno e seriam impulsionados por oxigênio enriquecido. Teriam duas configurações de velocidade, o que também afetaria seu alcance: 35 nós (65 quilômetros por hora) para 13,7 quilômetros e trinta nós (56 quilômetros por hora) para 18,2 quilômetros.
A bateria principal dos navios seria controlada por uma de duas torres de controle diretor. A torre principal ficaria localizada no alto da superestrutura de vante, enquanto a outra ficaria montada no teto da torre de comando dentro de uma cobertura blindada. Cada torre de artilharia principal teria seu próprio telêmetro de coincidência de 12,5 metros que ficaria dentro de abrigo blindado instalado no teto da torre. O armamento secundário seria controlado por duas torres de controle diretor localizadas em cada lateral da ponte de comando. As armas antiaéreas seriam controladas por um sistema de controle de ângulos elevados colocados no mastro de mezena. Cada montagem de 40 milímetros também teria seu próprio diretório com um telêmetro mais à ré. Dois telêmetros de torpedos com 4,6 metros ficariam nas laterais da chaminé.

### Blindagem
A Classe N3 teria sido a primeira de couraçados britânicos cuja blindagem incorporaria um esquema "tudo ou nada". Blindagem de média espessura tinha se mostrado inútil para parar projéteis grandes durante a Primeira Guerra Mundial, assim as áreas vitais dos novos navios seriam protegidas pela blindagem mais espessa possível e o resto ficaria desprotegido. Este esquema foi usado pela primeira vez pela Marinha dos Estados Unidos em seus projetos a partir da Classe Nevada. O esquema também necessitava que a cidadela blindada tivesse uma reserva de flutuabilidade suficiente para manter a embarcação estável mesmo que o resto do casco tivesse sido perfurado.
O cinturão teria uma espessura máxima de 381 milímetros, com o topo angulado para fora em 25 graus. Esta angulação aumentaria a espessura relativa para disparos próximos e horizontais, porém ao custo de reduzir sua altura relativa, o que aumentaria a chance de disparos em mergulho passarem por cima ou por baixo. Teria 141,1 metros de comprimento, começando 2,7 metros à vante da barbeta da torre "A" e terminando à ré do depósito de munição da bateria secundária. Sua espessura se reduziria para 343 milímetros por 35,1 metros sobre as salas de máquinas e caldeiras. O cinturão teria 4,3 metros de altura, dos quais 1,4 metros ficariam abaixo da linha de flutuação. A extremidade inferior do cinturão na área dos depósitos de munição continuaria por mais noventa centímetros com 102 milímetros de espessura e angulação de 36 graus a fim de impedir que um projétil chegasse nos depósitos por meio do vale de uma onda. O cinturão terminaria em anteparas transversais de 356 milímetros. O convés blindado teria 203 milímetros e o mesmo comprimento do cinturão, inclinando-se para baixo a fim de se encontrar com a extremidade superior do cinturão. Também cobriria os compartimentos de torpedos, que teriam um antepara transversal separada de 229 milímetros. Os equipamentos de direção seriam protegidos por um convés e antepara de 152 milímetros.
As torres de artilharia teriam frentes de 457 milímetros de espessura, laterais de 356 milímetros e teto de 203 milímetros. A blindagem das barbetas e da torre de comando seria de 381 milímetros, com os tubos de comunicação da torre de comando até o convés superior tendo uma proteção de 203 milímetros. O diretório de controle de disparo no alto da torre de comando seria protegido por uma cobertura de 102 a 152 milímetros. As protuberâncias antitorpedo seriam internas e foram projetadas para aguentarem a explosão de uma ogiva de 340 quilogramas. Seriam formadas por um espaço externo vazio e um espaço de flutuabilidade interno separados por uma antepara de 51 milímetros.

## Cancelamento
Os quatro couraçados da Classe N3 foram cancelados antes mesmo de serem encomendados devido ao Tratado Naval de Washington, um tratado de limitação de armamento naval assinado pelo Reino Unido em 1922. Ele proibia a construção de qualquer navio maior que 36 mil toneladas e armas maiores que 406 milímetros. Muitos aspectos acabaram sendo incorporados ao projeto dos couraçados da Classe Nelson, que foram muitas vezes descritos como sendo versões reduzidas da Classe N3. A Classe Nelson recebeu a designação O3, fazendo-a o projeto seguinte na sequência, porém foram armados com os canhões de 406 milímetros planejados para Classe G3.